# Lantoörarna
Lantoörarna eller Lanto grunden är en ö och ett historiskt fiskeläge norr om Enklinge i Kumlinge kommun på Åland. Lantoörarna ligger cirka 500 meter norr om den större ön Lanto.
Fiskeläget består av fyra stugor i en grund skyddad hamn på öns nordvästra sida. Fiskeläget användes av Enklingeborna fram till 1950-talet. Det rustades upp och togs i bruk 1985 av Ålands skötbåtsförening.